# Brunhilde Fuchs
Brunhilde Fuchs (* 17. März 1947 in Wien) ist eine ehemalige österreichische Politikerin (SPÖ) und Kleinkindpädagogin. Fuchs war von 1994 bis 1999 Abgeordnete zum Österreichischen Nationalrat und von 1999 bis 2001 Mitglied des Bundesrates.

## Ausbildung und Beruf
Fuchs besuchte von 1953 bis 1957 die Volksschule und im Anschluss bis 1961 die Hauptschule. Danach absolvierte sie zwischen 1961 und 1962 eine Haushaltungsschule und erwarb 1965 das Diplom der Bildungsanstalt für Kindergärtnerinnen und Horterzieherinnen. Nach ihrer Ausbildung arbeitete Fuchs zwischen 1965 und 1982 als Kindergärtnerin und Horterzieherin, bevor sie von 1982 bis 1987 Leiterin eines Kindertagesheims der Stadt Wien war. Auf Grund ihrer politischen Karriere war sie ab 1988 von ihrem Beruf freigestellt.

## Politik
Fuchs engagierte sich bereits während ihrer Schulzeit in Sozialdemokratischen Organisationen und war von 1963 bis 1965 Mitglied des Verbands Sozialistischer Mittelschüler und bei der Jungen Generation der SPÖ. Später trat sie dem Sozialdemokratischen Lehrerverein Österreichs (SLÖ) bei und hatte in diesem von 1975 bis 1988 diverse Funktionen inne. Sie bekleidete zwischen 1983 und 1987 das Amt einer Bezirksrätin in Wien-Favoriten und wurde am 9. Dezember 1987 als Abgeordnete zum Wiener Landtag und Gemeinderat angelobt, dem sie bis zum 31. Oktober 1994 angehörte. Danach wechselte sie am 7. November 1994 in den Nationalrat, in dem sie die SPÖ bis zum 28. Oktober 1999 vertrat. Zum Abschluss ihrer politischen Karriere war sie vom 18. November 1999 bis zum 26. April 2001 Mitglied des Bundesrates.
Innerparteilich hatte Fuchs von 1992 bis 2000 die Funktion der Frauenvorsitzende der SPÖ Favoriten inne und war während dieser Zeit auch Bezirksparteivorsitzende-Stellvertreterin in Favoriten. Zudem engagierte sie sich in zahlreichen SPÖ-nahen Vereinen und war von 1995 bis 2000 Präsidentin der Arbeitsgemeinschaft für Sport und Körperkultur in Österreich (ASKÖ), ab 1998 Vizepräsidentin des ASKÖ-Flugsportverbandes, ab 1995 Präsidentin der Österreichisch-Chilenischen Freundschaftsgesellschaft, zwischen 1988 und 2000 Mitglied des Wiener Landessportrates und ab 1989 Vorsitzende der Volkshilfe Favoriten.

## Auszeichnungen
- 2000: Großes Silbernes Ehrenzeichen für Verdienste um die Republik Österreich[1]